# Leucemia prolinfocítica
La leucemia prolinfocítica es el término general para dos tipos de leucemia linfática crónica:
- La leucemia prolinfocítica de células B.
- La leucemia prolinfocítica de células T.

## Leucemia prolinfocítica de células B
Por lo general, la leucemia prolinfocítica de las células B es una neoplasia maligna, de pronóstico pobre, aunque tratable. Se caracteriza por presentar en la circulación sanguínea, células B de tamaño mucho mayores a los linfocitos normales. En la mayoría de los casos se debe a deleciones en los cromosoma 11 y  13.

## Leucemia prolinfocítica de células T
La leucemia prolinfocítica de las células T se presenta con linfocitos inmaduros (más del 55% en sangre periférica) con un comportamiento muy agresivo (supervivencia menor a 1 año)  con predilección por la infiltración de la sangre circulante, la médula ósea, los ganglios linfáticos (presencia de adenopatías, a diferencia de la leucemia prolinfocítica B), el hígado (hepatomegalia), el bazo (esplenomegalia) y la piel (leucémides). El tratamiento consiste en Campath (anti CD52) y trasplante alogénico en gente joven. Es un tipo de leucemia muy poco frecuente que afecta a adultos mayores de 30 años. Recibe otros nombre como Leucemia linfocítica de células T, Leucemia prolinfocítica T y leucemia linfocítica de células T.